# 新北市議會第四屆議員列表
以下列出新北市議會第4屆議員名單：
本屆議會共有66個席次。

## 政黨席次變化
| 政黨         | 第一屆 | 第一屆 | 第二屆 | 第二屆 | 第三屆 | 第三屆 | 第四屆 | 第四屆 | 備注                                                                                        |
| 政黨         | 最初   | 最末   | 最初   | 最末   | 最初   | 最末   | 最初   | 現在   | 備注                                                                                        |
| ------------ | ------ | ------ | ------ | ------ | ------ | ------ | ------ | ------ | ------------------------------------------------------------------------------------------- |
| 中國國民黨   | 30     | 30     | 26     | 27     | 33     | 32     | 32     | 30     | 葉元之、廖先翔當選立委而辭職                                                                |
| 民主進步黨   | 28     | 29     | 32     | 32     | 25     | 24     | 28     | 28     | 第5選區因黃俊哲於2024年8月30日判決當選無效而解職，而同選區同黨落選頭石一佑於9月25日遞補當選 |
| 無黨團結聯盟 | 0      | 1      | 0      | 1      | 2      | 2      | 2      | 2      |                                                                                             |
| 台灣團結聯盟 | 0      | 0      | 1      | 0      | 0      | 0      | 0      | 0      |                                                                                             |
| 時代力量     | 不適用 | 不適用 | 不適用 | 不適用 | 0      | 1      | 0      | 0      | 2015年1月時代力量成立                                                                       |
| 臺灣民眾黨   | 不適用 | 不適用 | 不適用 | 不適用 | 不適用 | 0      | 1      | 1      | 2019年8月臺灣民眾黨成立                                                                     |
| 無黨籍       | 8      | 5      | 7      | 6      | 6      | 6      | 3      | 3      |                                                                                             |
| 總計         | 66     | 66     | 66     | 66     | 66     | 65     | 66     | 64     |                                                                                             |

## 第4屆新北市議員名單
姓名粗體者為第三屆新北市議員連任者。
| 第1選區 4席  | 淡水區、石門區、三芝區、八里區 |
| 第1選區 4席  | 中國國民黨：陳偉杰、陳家琪 · 民主進步黨：鄭宇恩 · 無黨團結聯盟：蔡錦賢                                                                    |
| 第2選區 4席  | 五股區、泰山區、林口區 |
| 第2選區 4席  | 中國國民黨：蔡淑君、陳明義、宋明宗 · 民主進步黨：李宇翔                                                                                   |
| 第3選區 7席  | 新莊區 |
| 第3選區 7席  | 中國國民黨：蔡健棠、蔣根煌、戴湘儀 · 民主進步黨：林秉宥、翁震州、鍾宏仁 臺灣民眾黨：陳世軒                                                |
| 第4選區 9席  | 三重區、蘆洲區 |
| 第4選區 9席  | 中國國民黨：王威元、黃桂蘭 · 民主進步黨：陳啟能、李余典、邱婷蔚、彭佳芸、李倩萍、顏蔚慈 · 無黨籍：李翁月娥                                |
| 第5選區 9席  | 板橋區 |
| 第5選區 9席  | 中國國民黨：林國春、劉美芳、曾煥嘉、周勝考、葉元之（辭職） · 民主進步黨：戴瑋姍、山田摩衣、黃俊哲（當選無效）、黃淑君、石一佑（遞補當選） |
| 第6選區 6席  | 中和區 |
| 第6選區 6席  | 中國國民黨：邱烽堯、金瑞龍、游輝宂、陳錦錠 · 民主進步黨：張維倩、張嘉玲                                                                   |
| 第7選區 3席  | 永和區 |
| 第7選區 3席  | 中國國民黨：陳鴻源、連斐璠 · 民主進步黨：許昭興                                                                                           |
| 第8選區 10席 | 土城區、樹林區、鶯歌區、三峽區 |
| 第8選區 10席 | 中國國民黨：江怡臻、黃永昌、洪佳君、呂家愷、林金結 · 民主進步黨：彭一書、廖宜琨、林銘仁、卓冠廷 · 無黨籍：蘇泓欽                          |
| 第9選區 5席  | 新店區、深坑區、石碇區、坪林區、烏來區 |
| 第9選區 5席  | 中國國民黨：陳儀君、黃心華、劉哲彰 · 民主進步黨：陳乃瑜、陳永福                                                                           |
| 第10選區 1席 | 瑞芳區、貢寮區、雙溪區、平溪區 |
| 第10選區 1席 | 民主進步黨：林裔綺 |
| 第11選區 4席 | 汐止區、金山區、萬里區 |
| 第11選區 4席 | 中國國民黨：白珮茹、廖先翔（辭職） · 民主進步黨：周雅玲、張錦豪                                                                           |
| 第12選區 3席 | 平地原住民族選區 |
| 第12選區 3席 | 中國國民黨：楊春妹 · 民主進步黨：蘇錦雄（Paylang·Caya） 無黨籍：宋雨蓁（Nikar‧Falong）                                                    |
| 第13選區 1席 | 山地原住民族選區 |
| 第13選區 1席 | 無黨團結聯盟：馬見（Lahuy•Ipin） |

## 相關參閱
- 第1屆新北市議員列表
- 第2屆新北市議員列表
- 第3屆新北市議員列表

## 外部連結
- 新北市議會 （页面存档备份，存于）